# Élie Youan
Élie Youan, né le 7 avril 1999 à Nantes en France, est un footballeur français qui joue au poste d'ailier gauche au Hibernian FC.

## Biographie

### En club
Né à Nantes en France, Élie Youan est formé par le club de sa ville natale, le FC Nantes, qu'il rejoint en 2007. Le 12 janvier 2018, il signe son premier contrat professionnel avec les canaris, le liant au club jusqu'en 2022. Il joue son premier match en professionnel le 24 mai 2019, lors de la dernière journée de la saison 2018-2019 de Ligue 1 face au RC Strasbourg. Il entre en jeu à la place de Abdul Majeed Waris lors de cette rencontre perdue par son équipe à la Beaujoire (0-1). Son entraîneur Christian Gourcuff le titularise pour la première fois le 30 octobre 2019, à l'occasion d'un match de coupe de la Ligue face au Paris FC. Il se montre décisif ce jour-là en inscrivant son premier but en professionnel et en délivrant une passe décisive pour Moses Simon, participant ainsi à la large victoire de son équipe (8-0 score final),.
Le 11 septembre 2020, Élie Youan est prêté au FC Saint-Gall pour une saison avec option d'achat. Il inscrit ses deux premiers buts le 9 décembre 2020 contre le FC Zurich en championnat, donnant ainsi la victoire aux siens (1-2 score final). Il réalise une performance similaire le 15 mai 2021 contre le FC Lausanne-Sport mais il délivre également deux passes décisives pour Chukwubuike Adamu ce jour-là, et Saint-Gall s'impose alors largement (5-0).
Le 17 mai 2021, le FC Saint-Gall lève l'option d'achat pour Youan pour s'attacher définitivement ses services.
Fin janvier 2022, le club suisse prête le jeune attaquant Français au KV Mechelen pour pallier le départ de Ferdy Druijf. Un prêt jusqu'au terme de la saison avec option d'achat.
Le 25 juin 2022, Youan est de nouveau prêté par le FC Saint-Gall, cette fois au Hibernian FC pour une saison,.
A l'issue de la saison, il rejoint Hibernian de manière permanente.

### En sélection
Avec les moins de 18 ans, il se met en évidence en mars 2017, en marquant trois buts lors de la double confrontation face à l'Allemagne.
Élie Youan représente l'équipe de France des moins de 19 ans de 2017 à 2018 pour un total de sept matchs pour trois buts. Dès sa première apparition, contre Andorre le 8 novembre 2017, il marque deux buts (victoire 7-0 des jeunes français) et inscrit son troisième but contre l'Italie le 21 février 2018 (victoire 2-1).